# شیمدا
شیمدا (به هلندی: Scheemda) یک منطقهٔ مسکونی در هلند است که در شهرستان الدآمبت واقع شده‌است. شیمدا ۲٬۴۴۵ نفر جمعیت دارد.